# BBC数字广播一台
BBC数字广播一台 ( BBC Radio 1 Xtra )，是英国广播公司的一套数字广播频道，2002年8月16日正式开播，以播放嘻哈、电子乐、节奏布鲁斯音乐为主，以年轻人为主要受众对象。该频率仅通过DAB和互联网播出，覆盖英国全国。